# Amanda Cook
Amanda Lindsey Cook (nascida Amanda Lindsey Falk; Niverville, Manitoba, 8 de maio de 1984) é uma cantora e compositora de música cristã contemporânea. Cook lançou três álbuns quando solteira - Amanda Falk, Beautiful e In Between the Now & Then.
Em 2010, Cook se juntou ao coletivo Bethel Music e, desde então, lançou dois álbuns sob o através da Bethel - Brave New World e House On a Hill .

## Vida e carreira
Em 2004, Cook lançou seu álbum de estreia auto-intitulado, Amanda Falk, pela Avante Records, de Winnipeg, e em 30 de maio de 2006 o mesmo foi lançado na iTunes Store. O álbum recebeu reconhecimento em um prêmio Juno em 2006 na categoria Álbum Gospel/Cristão Contemporâneo do Ano. Cook também recebeu o prêmio Covenant como Vocalista Feminina do Ano por quatro anos consecutivos, de 2005 a 2008.
O segundo álbum de Amanda, Beautiful, foi lançado em 23 de Outubro de 2007 pela gravadora Avante Records. Durante este período, ela também fez parte do Movimento Garota Linda e Única. Cook também recebeu o prêmio Covenant como Vocalista Feminina do Ano por quatro anos consecutivos, de 2005 a 2008. Em 1 de Maio de 2010, ela lançou seu terceiro álbum In Between the Now & Then, pela gravadora Signpost Music.
Em 2010, Cook se tornou uma líder de louvor na Bethel Church em Redding, Califórnia, juntando-se ao coletivo de músicos da Bethel Music.
Em 25 de Setembro de 2015, Cook lançou seu primeiro álbum de estúdio através da Bethel Music, Brave New World sob o nome de "Amanda Lindsey Cook". O álbum recebeu o prêmio de Álbum Inspiracional do Ano no GMA Dove Awards de 2016. Em 29 de Março de 2019, Cook lançou seu segundo álbum pela Bethel Music, House On a Hill.

## Discografia
como Amanda Falk
- Amanda Falk (2006)
- Beautiful (2007)
- In Between the Now & Then (2010)

como Amanda Lindsey Cook
- Brave New World (2015)
- House On a Hill (2019)